# Antoni Bida
Antoni Bida (ur. 8 kwietnia 1897 w Ostrowie na Chełmszczyźnie, zm. 2 września 1980 w Warszawie) – polski działacz komunistyczny i dyplomata, dyrektor Urzędu ds. Wyznań (1950–1954), w latach 1957–1963 poseł PRL w Izraelu.

## Życiorys

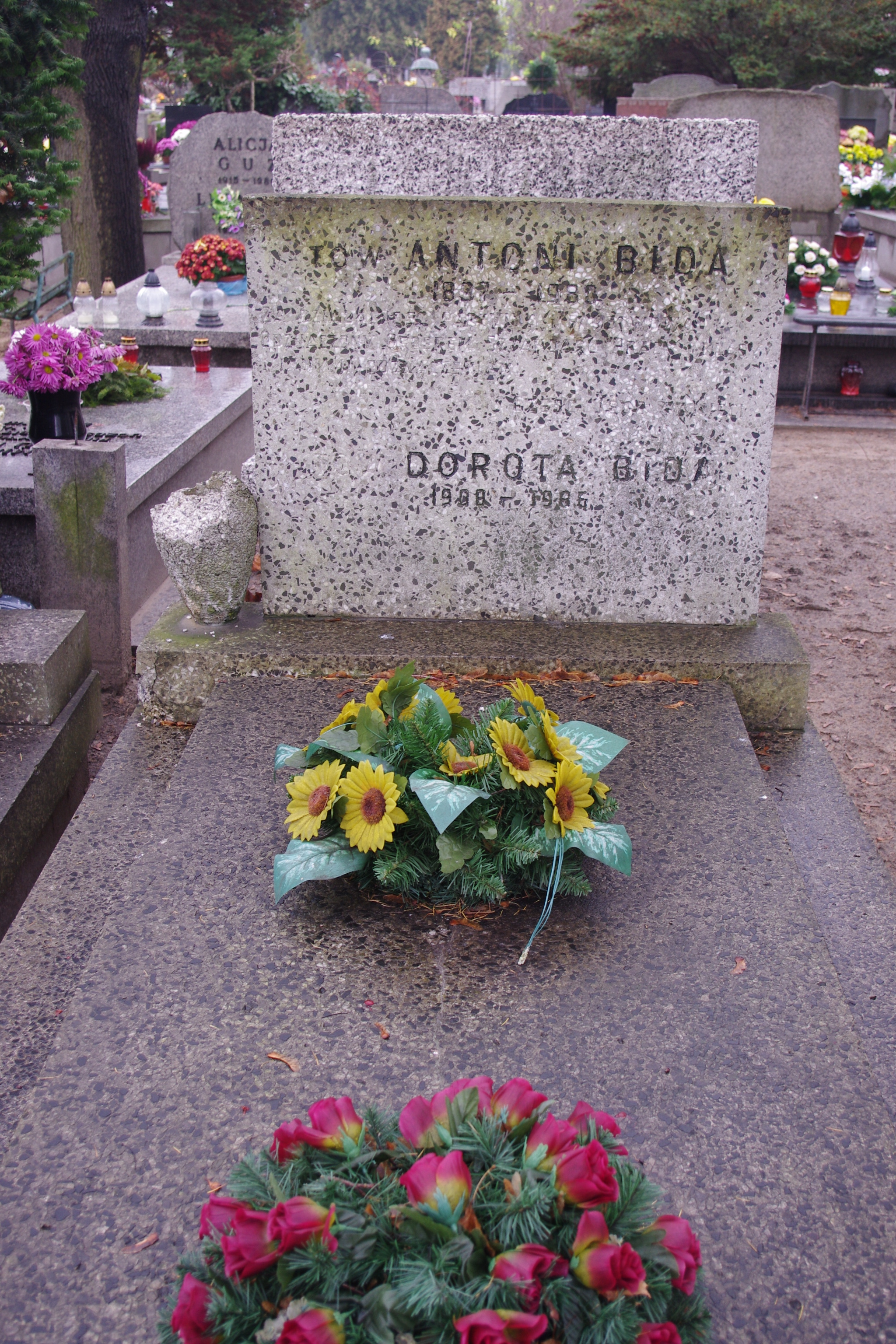
Grób działacza komunistycznego Antoniego Bidy na Cmentarzu Wojskowym na Powązkach w Warszawie

Po ukończeniu Gimnazjum im. Staszica w Lublinie studiował prawo na Uniwersytecie Jagiellońskim, jednak nauki nie ukończył z powodu trudnej sytuacji materialnej. Uzyskał zatrudnienie jako nauczyciel w Hrubieszowie. Jeszcze przed I wojną światową związał się z ruchem lewicowym. W grudniu 1918 brał udział w tworzeniu Rad Delegatów Robotniczych w Lublinie i w łączeniu PPS-Lewicy i SDKPiL w jedną partię – Komunistyczną Partię Robotniczą Polski (KPRP), następnie przemianowaną na Komunistyczną Partię Polski (KPP). Wiosną 1919 został sekretarzem Komitetu Okręgowego (KO) KPP w Radomiu. Następnie przeniósł się do Warszawy, gdzie w jego mieszkaniu odbywały się posiedzenia organów Komitetu Warszawskiego KPP i wydziałów KC KPP.
Na początku lat 20. podjął pracę w charakterze korektora, a później dziennikarza-sprawozdawcy w pismach „Orka”, „Kurier Prawny” oraz czasopismach koncernu „Prasa Polska”. W 1945 zatrudniony w Ministerstwie Informacji i Propagandy jako dyrektor departamentu, a w 1947 mianowano go dyrektorem Biura Prasowego przy Prezydium Rady Ministrów. Od 1949 do 1950 pełnił obowiązki dyrektora Głównego Urzędu Kontroli Prasy, Publikacji i Widowisk (cenzury), a w latach 1950–1955 stał na czele Urzędu ds. Wyznań.
W 1955 został dyplomatą: pełnił funkcję posła PRL w Austrii (do 1957), a później w Izraelu (do 1963). Po powrocie do kraju ponownie podjął pracę w cenzurze, jednak w 1966 przeszedł na emeryturę. Pochowany na Cmentarzu Wojskowym na Powązkach w Warszawie (kwatera 39B-9-4).

## Odznaczenia
- Order Sztandaru Pracy I klasy
- Krzyż Komandorski Orderu Odrodzenia Polski
- Krzyż Kawalerski Orderu Odrodzenia Polski (1946)[2]